# محمود پولادتن
محمود پولادتن ملقب به محمود بوشهری (زادهٔ 19 نوامبر 1981) بازیگر ایرانی ساکن کویت است. 

## زندگی هنری
او فعالیت هنری خود را با نقش‌های عادی در سال ۱۹۹۹ پس از فارغ‌التحصیلی از موسسه عالی هنرهای دراماتیک کویت آغاز کرد، (از جمله حضورش در سریال «مسیرهای سوءظن» (دروب الشك) در نقش یک فروشنده مواد مخدر)، اما شروع جدی او در سال ۲۰۰۱ با بازی در سریال «زندگی یک زن است» (الحياة امرأة) بود. عمدهٔ شهرت او با سریال «بهای عمر من» در سال ۲۰۰۲ به دست آمد.  او سپس آثار زیادی را در تئاتر و تلویزیون ارائه داد. در سال ۲۰۰۹، او در اجرای برنامه «ستاره خلیج فارس» که از تلویزیون دبی پخش می‌شد، شرکت کرد.
او برادر عبدالله پولادتن (هنرمند) است. در سال ۲۰۱۱، او ازدواج خود را با طراح مد اماراتی، ایمان الفلامرزی، اعلام کرد و در سال ۲۰۱۳ صاحب دختری به نام ریم شدند. 

## یادکردها
1. ↑  الكويت «حضانة» النجوم.. من كل مكان، جريدة الوطن، دخل في 4 أبريل 2011 بایگانی‌شده  در ۲۰۱۷-۰۸-۰۱ توسط Wayback Machine
2. 1 2  الكويت «حضانة» النجوم.. من كل مكان، جريدة الوطن، دخل في 4 أبريل 2011 بایگانی‌شده  در ۲۰۱۷-۰۸-۰۱ توسط Wayback Machine
3. ↑  محمود بوشهري يتزوج إماراتية، جريدة الأنباء، دخل في 29 يوليو 2010 بایگانی‌شده  در ۲۰۲۰-۰۴-۰۸ توسط Wayback Machine